# Климов, Евгений Евгеньевич
Евгений Евгеньевич Климов (8 мая 1901 года, Митава, Курляндская губерния, Российская империя — 29 декабря 1990 года, по дороге из Монреаля (Канада) в Покипси (США)) — русский латвийский живописец, график, мастер изобразительного искусства, иконописец. Автор многих значимых произведений иконной живописи.

## Детство
Родился в 1901 году в Митаве. Его родители принадлежали к сословию городской интеллигенции — мать была учительницей, а отец юристом. Родители отца, а также дед (по отцу) трудились на архитектурном поприще, что вылилось в своеобразную семейную традицию. Ранние годы жизни провёл в Варшаве, его семья короткие промежутки времени проживала также в различных прибалтийских и литовских городах. В Санкт-Петербурге он обучался в городской гимназии, там сформировался его художественный вкус, чему способствовало расположение по соседству Русского художественного музея. Оканчивать гимназию пришлось в Новочеркасске. Особенную страсть при посещении Русского музея у Климова-подростка вызывали полотна Репина, Билибина и Васнецова.

## Юность
Обучался в Рижской академии художеств, которая тогда располагалась в здании будущего Министерства транспорта (в современной ЛР) на Гоголевской улице. Учится в отделении фигурной живописи, его преподавателями являются известный выпускник Петербургской Академии художеств, ветеран визуального мастерства профессор Тилбергс и Борис Робертович Виппер. В период обучения в начале 1928 года вместе с друзьями и коллегами совершил путешествие в ряд российских городов, история которых ведёт свой отсчёт с периода Древней Руси. Одним из важнейших пунктов остановки группы художников стал Псков, оказавший на молодого художника продолжительное впечатление. Именно Псков будет играть роль культурно-исторического ориентира для художника Климова в дальнейшем, а мотивы православного псковского духа будут доминировать в его изобразительном творчестве, символизируя душевное стремление Климова к миру русской культурной традиции.
В 1929 году окончил Академию художества. Устраивается преподавателем живописи и графики в Ломоносовскую гимназию, директором которой являлся известный радетель русского образования в межвоенной Латвии Адриан Петрович Моссаковский. Дипломная работа Климова тесно связана с одним из самых живописных районов Риги (несмотря на его печально известную запущенность в наши дни) — Московским форштадтом. Характерны его колоритные виды улицы Тургенева и улицы Элияс. Особенностью этого района, которую подметил Климов, была оригинальная изящная деревянная архитектура частных домов рижского русского купечества и представителей староверской общины. Преподавательской деятельностью в Риге Климов занимается с 1933 по 1944 год, в том числе на высоком счету художник числится в Латвийском Университете. С 1933 (до 1940) года занимает пост исполнительного секретаря рижского общества художественного просвещения «Акрополис».

## Тридцатые годы
Начало 30-х годов связывается с углублёнными духовными исканиями Климова-художника, который всё более тяготеет к животрепещущей сакральной тематике. Православная иконографическая культура служит краеугольным камнем художественного мировоззрения живописца. Тогда он пишет Успенский Псково-Печерский монастырь. Вместе с тем Климов много времени уделяет путешествиям в староверскую глубинку, сохранившую патриархальный уклад во всём, что особенно привлекает художника. После этого все свои рисунки и гравюры он собирает в отдельный альбом.

## Авторство иконы Иоанна Крестителя
После того, как осенью 1934 года произошло жестокое убийство Иоанна (Поммера), было принято решение воздвигнуть часовню Иоанна Крестителя на рижском Покровском кладбище, в которой были захоронены нетленные мощи архиепископа Иоанна. 11 октября 1936 года состоялось торжественное освящение места погребения архипастыря латвийских православных (автор часовни — синодальный архитектор ЛПЦ Владимир Шервинский). В наддверной нише была размещена мозаичная икона святого Иоанна Предтечи, автором которой был Евгений Климов (саму икону в мозаичной технике выполняли на специальной венецианской мозаичной мастерской).

## Сборник псковских Литографий
В 1937 году выходит первый сборник литографий Евгения Климова «По Псковскому краю», навеянный впечатлениями от недавнего псковского путешествия. В литографическом сборнике художника фигурируют и любимые у многих поколений живописцев (например, у Сергея Антонова) виды на всегда элегантные и нарядные улочки Старого города, а также эмоционально насыщенные изображения навевающих романтическое чувство пейзажи и руины Изборска, виды Печоры (тогдашняя территория Эстонии), целый ряд православных храмов псковской области. Об этом знаковым для творческой биографии Климова сборнике писал искусствовед Валерий Сергеев:
Строгая, сдержанная манера, прекрасное владение рисунком и одновременно тонкая поэтичность и содержательность отличают климовские литографии, родня их с лучшими творениями русской художественной классики.
В высшей степени восторженные отзывы о работах Климова-живописца русского православного края, тонко и оригинально подмечавшего особенности церковного пейзажа, оставил философ Иван Ильин. Неоднократно хвалил творческую манеру Климова художник Александр Бенуа. Не оставляли равнодушным пейзажные шедевры Климова писателя Ивана Шмелёва, который черпал духовное настроения после просмотра климовских изображения церквей Псково-Печерского монастыря.
В соавторстве с Юрием Рыковским Климов выполнил роскошную настенную роспись Троицы в рижской Ивановской церкви.

## Начало войны
Личность Климова заинтересовала правление Рижского городского музея, которое приглашает его на должность реставратора икон. В 1940 году Климов становится завотделом русской истории в музее, что позволило ему полностью погрузиться в мир русской церковного образа. Через короткое время он уже замдиректора музея. Климов также не оставляет преподавательской деятельности, обучая студентов Ломоносовской гимназии рисованию и истории живописи. Однако в связи с захватом Риги немецкими войсками Климов был освобождён от занимаемой должности представителями новой администрации.

## Авторство иконы «Троицы» для псковского Троицкого собора
В 1942 году в составе известной Русской православной миссии Евгений Климов вновь совершил поездку в Псков, находившийся под контролем оккупационной нацистской администрации. Именно в результате этого повторного путешествия в любимые места у Климова родился замысел о написании иконы для псковского Троицкого собора, которая будет помещена в надвратной нише псковского Детинца при подходе к Троицкому собору. Во многом Климов переживал роковые моменты исторической судьбы России в самый жестокий период Великой Отечественной войны, что способствовало его духовному настроению в период работы над «Троицей», ставшей своего рода кульминацией его парадоксального ощущения одновременной переломности и незыблемости судьбы Руси-России. Это ощущение мотивировано искренней верой Климова в духовную силу русского народа, борющегося за возможность жизни в будущем. Икона «Троица», эскиз которой был написан Климовым в Риге (по образцу рублёвской «Троицы»), была переведена в мозаичную технику в одной из немецких мастерских и отправлена в Псков после окончания Великой Отечественной войны. Сам Климов узнал о судьбе иконы только из уст ученицы Маргариты Салтупе спустя более чем 40 лет после личной встречи с ней, уже находясь в эмиграции в Канаде. Икона располагалась с северной стороны Троицкого собора до 2003 года, когда её возвратили на исторически предусмотренное для неё место в надвратной нише (место над Великими воротами) Псковского Кремля.
Также Климов является автором эскизов для мозаик, посвящённых Троицкому собору: «Троицкий собор в солнечном свете», «Троицкий собор в военные годы», «Троицкий собор при закатном небе».
В 1943 году вышел альбом художника, посвящённый излюбленным видам на псковские пейзажи под названием «Псков».

## Деятельность в Праге по спасению ценностей
В 1944 году Климов получает предложение заняться реставрированием образцов иконной живописи в Пражском Археологическом институте имени Н. П. Кондакова. К моменту прибытия Климова в Прагу музей при институте был разграблен. Германские войска в оккупированной Праге занялись расхищением культурных ценностей, предполагая вывезти их в Германию. Процесс разграбления предметов искусства происходил в спешке. Климов препятствовал вывозу реликвий в Германию, некоторые ценности удалось спасти.
В рамках работы в музее Климов выполнил расчистку и реставрацию коллекции русских икон (самая ранняя икона датирована XVI веком). Большинство икон зафиксировали в цветных клише. В том числе расчистил образ Спаса (XIV—XV вв.) собрания Солдатенковых и выполнил мозаику в храме Успения Пресвятой Богородицы на Ольшанском кладбище.
Климов столкнулся с опасностью уничтожения икон по причине интенсивных бомбардировок города авиацией союзников. Окончание войны Климов встречает в Чехии.

## Жизнь в эмиграции
После 1949 года Климов со всей семьёй эмигрирует в Канаду. Там он налаживает связи с русской эмигрантской публикой, продолжает свои занятия живописью, пишет иконы, участвует в деятельности русской православной общины Канады, даёт уроки визуального искусства. В канадских колледжах преподаёт русский язык, а также начинает свои занятия публицистикой, что особенно ценилось в эмигрантских кругах второй половине XX века. Климов налаживает тесное сотрудничество с такими русскими печатными органами Канады, как «Новое русское слово» и «Новый журнал», которое оказалось весьма продуктивным. Роль Климова в деятельности кругов творческой художественной интеллигенции Канады была достаточно значимой. В 1971 году имя Климова попадает в издание персоналий «Художники Канады». Именно 60-е и 70-е годы для Климова проходят под знаком частных и общественных выставок, география которых оказывается довольно обширной: в европейском контексте можно назвать четыре города, в которых в этот период проявили наиболее высокий интерес к личности Климова: Гаага, Рим, Копенгаген и Белград — в этих городах Климов был представлен в рамках коллективных выставок. В Канаде чаще всего живописные творения Климова экспонировались в городе русской эмиграции — в Торонто. Отдельные выставки произведений Климова имели место в Лондоне. Персональные выставки Климова проходили в разное время в европейских городах (Прага, Рига, Гейзенгейм, Вюрцбург) и североамериканских городах (Олбани, Квебек, Монреаль, Оттава). К тому же Евгений Евгеньевич часто принимал участие в чтении публичных лекций в странах Европы, США и Канаде, где числился одним из ведущих специалистов в области изучения русской православной живописи.
В 1974 году канадское издательство выпустило книгу Климова «Русские художники», которая стала главным достижением Климова-искусствоведа.

## Начало узнаваемости имени на родине
В 80-е годы Маргарита Васильевна Салтупе по чистой случайности узнала канадский адрес Климова и отправилась к нему в гости. Госпожа Салтупе сделала много для прославления имени Климова на родине и в Советской России, а также в современной Латвии. В 1989 году Советский фонд живописи передал в российские музейные экспозиции часть творческого наследия Климова. По итогам передачи в музейных экспозициях Пскова осело более 60 работ, в частности речь идёт о Псковском государственном объединённом историко-архитектурном и художественном музее-заповеднике. Некоторые работы Климова можно видеть в Псковской картинной галерее, где они обладают статусом постоянных экспонатов.

## Гибель в ДТП
Евгений Климов погиб 29 декабря 1990 года в автокатастрофе на пути из Монреаля по приглашению в маленький американский городок, где его друзья готовились отметить православное Рождество.

## Память сегодня
В Латвии в 1990 году состоялась персональная выставка, связанная с творческим и искусствоведческим наследием Е. Е. Климова. Примерно в это же время было издано две книги художника.
Одной из книг, выпущенных в 1993 году благодаря успешному взаимодействию Алексея Евгеньевича Климова и Маргариты Салтупе вышла книга собрания его публицистических трудов «Встречи». В 2002 году в Риге увидела свет его важная канадская книга «Русские художники» — она была выпущена при финансовой поддержке партии ЗаПЧЕЛ. Салтупе примерно в это же время занялась «подручным» распространением фотокопий работ художника, имя которого она усиленно популяризировала с начала 80-х — многие фотокопии она переправляла детям и внукам художника, детям его рижских и латвийских друзей и знакомых, таким способом открывая Климова сравнительно широкой рижской публике. В 2004 году благодаря совместным усилиям Алексея Климова и Маргариты Салтупе вышел в свет альбом работ Евгения Климова, правда, Маргарита Салтупе месяца не дожила до выхода этого долгожданного альбома.
Сравнительно недавно в Риге был издан сборник по истории живописи «Евгений Климов. Избранные работы», в который вошли 44 работы художника в виде репродукций: иконы, произведения графики, живописные полотна. Этот альбом создавался под контролем сына художника Алексея Климова. Тем не менее, это лишь незначительная часть творческого наследия автора: ведутся работы по изданию альбомов покоимовским храмовым и церковным росписям во многих соборах в городах Европы и Северной Америки. Климов также занимался реставрированием различных живописных произведений древнерусского визуального искусства. Он создавал большое количество живописных полотен и этюдов. Помимо художественных работ Климова существуют двадцать альбомов литографий и цинкографий, созданных мастером иконописи, в которых увековечены виды Пскова, Изборска, Риги, некоторых латгальских городков и населённых пунктов, а также таких городов, как Печора, Вильно (Вильнюс), Берн, Париж, Прага, Цюрих, Берлин и прочих. Климов является авторов более трёхсот портретов русских эмигрантов первой волны и их потомков, выполненных в различной живописной технике.
Также образцы иконной живописи Климова находятся в многочисленных частных коллекциях, а также в храмах таких североамериканских городов как Лос-Анджелес, Монреаль, Оттава, Торонто. В церквах Риги и Праги также имеется целый ряд работ художника.